# Jacobi–Maddenova enačba
Jacobi–Maddenova enačba je v teoriji števil problem, ki ga je leta 1772 predlagal Leonhard Euler. Problem sprašuje po rešitvi diofantske enačbe četrte stopnje:
{\displaystyle a^{4}+b^{4}+c^{4}+d^{4}=(a+b+c+d)^{4},\quad (a,b,c,d\in \mathbb {Z} )\!\,,}
torej po njenih celoštevilskih rešitvah.
Do leta 2008 je ostal v veliki meri nerešen. Tedaj sta ga matematik Daniel J. Madden in fizik Lee W. Jacobi rešila s pomočjo eliptičnih krivulj in dokazala, da ima enačba neskončno mnogo rešitev. Do strtja problema so našli 88 drugih rešitev, ni pa bilo moč dokazati ali jih je neskončno mnogo. Maddnova in Jacobijeva rešitev je na neki način rekurzivna, saj vsaka rešitev vsebuje seme za drugo rešitev.
Problem je bil del Eulerjeve domneve, da bi za enačbe višjih stopenj moralo obstajati toliko spremenljivk kolikor je stopnja enačbe. Za enačbo četrte stopnje bi morale biti na primer štiri spremenljivke, kot v zgornji enačbi. Domnevo je leta 1987 ovrgel harvardski absolvent Noam David Elkies. Elkies je rešil enačbo:
{\displaystyle a^{4}+b^{4}+c^{4}=e^{4}\!\,,}
kjer so potrebne le tri spremenljivke za spremenljivko četrte stopnje. Jacobi je po upokojitvi leta 1989 začel raziskovati problem. Iz teorije strun je dobro poznal diofantske enačbe. Pri proučevanju si je pomagal z besedili iz teorije števil, znanstvenimi članki in računalniškim programom Mathematica. Najprej je našel rešitev, kjer so imele spremenljivke 200 števk. Ta rešitev je bila drugačna od predhodnih 88 rešitev, tako da je vedel, da je našel nekaj pomembnega. Svojo ugotovitev je pokazal Maddnu, vendar se je pri vnašanju v računalnik zmotil, tako da je bil rezultat nepravilen. Madden je dejal, da je bila rešitev napačna, vendar na zanimiv način, in je lahko ob tem našel napako. Skupaj sta začela iskati druge rešitve, kar je privedlo do končne rešitve problema. Rešila sta v bistvu splošnejši primer za Eulerjevo enačbo: 
{\displaystyle a^{4}+b^{4}+c^{4}+d^{4}=e^{4}\!\,.}
Njuna konstrukcija da zelo velike rešitve. Tako sta uvedla še dve spremenljivki, in sta imela vsega skupaj šest homogenih spremenljivk, ki določajo večrazsežno ploskev, ki pokriva ploskev, dano z izvirno Eulerjevo enačbo.